# Groote Meer
Groote Meer is een natuurgebied ten oosten van Ossendrecht. Het niet vrij toegankelijke landgoed is particulier eigendom . Een gedeelte (de Ossendrechtse Heide) werd in 1999 verkocht aan Natuurmonumenten. Doelstelling van natuurherstelprojecten in het gebied is het oorspronkelijke habitattype 'zwakgebufferd ven' meer kansen te geven. Dit gebeurt in het kader van de voorwaarden die de Natura2000-aanwijzing aan het beheer stelt.   
De Groote Meer is een voormalig stuifzandgebied dat vanaf 1830 beplant werd met een productiebos van grove den. Hier en daar is het stuifzand nog aanwezig en het reliëf toont hoogteverschillen van 12 tot 26 meter boven NAP. Het omvat ook twee vennen, 'Groote Meer' en Zwaluwmoer genaamd. In de loop der jaren vond steeds meer verdroging en voedselverrijking van deze wateren plaats. Niettemin zijn de voor dit biotoop typische, maar steeds zeldzamer wordende planten als oeverkruid, riempjes, vlottende bies en witte waterranonkel nog aanwezig. De watervogels dodaars, geoorde fuut, tafeleend, wintertaling en slobeend broeden er. In de bossen broeden havik, boomvalk, oehoe, sperwer, bosuil, nachtzwaluw, Raaf, boomklever en boomleeuwerik.
Groote en Kleine Meer werden reeds in 1623 in een document genoemd in verband met visrechten. Groote Meer werd ook Sustermere (zustermeren) genoemd, omdat het bij droogte twee van elkaar gescheiden vennen werden. De meren vormden ooit een bron van geschil tussen de Abdij van Tongerlo en het Mariaklooster. 
'Kortenhoeff' (104 ha) behoort ook tot het gebied. Hierin ligt het 'Wasven', dat door eutrofiëring sterk achteruit was gegaan. In 1980 kwam Kortenhoeff in bezit van Staatsbosbeheer. In 1989 werd de bodem afgeplagd en sindsdien is de flora deels hersteld.

## Natuurherstel
De Groote Meer grenst aan de Kalmthoutse Heide, het landgoed neemt deel aan het Belgisch-Nederlandse Grenspark De Zoom-Kalmthoutse Heide. In 2006 werd in het Grenspark met natuurherstel begonnen, waarbij een deel van het productiebos werd gekapt om stuifzand weer een kans te geven en de heidegebieden aan beide zijden van de grens weer met elkaar te verbinden. De daling van het grondwaterpeil moest worden tegen gegaan om eutrofiëring een halt toe te roepen. In 2017 werd een pijpleiding van 5,5 kilometer lang aangelegd vanuit het waterrijke Stappersven in België. Het Groote Meer bereikte daardoor in 2024 voor het eerst sinds 50 jaar terug een wateroppervlakte van 55 hectare en op sommige plaatsen werd het twee meter diep.
Om kwaliteit van het aangevoerde water te verbeteren werd in 2020 als kunstgreep een filterbed van ijzerzand, restproduct van drinkwaterproductie, bij het ven aangelegd. Hiertoe werd 1100 kuub ijzerzand in het gebied gebracht en 800 meter drainagebuis ingegraven. De bedoeling is dat fosfaten daar tienallen jaren mee worden weggefilterd.
De vennen Groote Meer, Kleine Meer en Granaatven werden vervolgens met elkaar verbonden, rond de vennen is het bos gekapt en de bodem afgegraven om de omgeving vochtiger en schraler te maken. Dit komt de natuurontwikkeling ten goede.

## Recreatie
In het gebied zijn wandel- en fietspaden aangelegd en werden wandelroutes uitgezet.